# Coppa della Regina 2014 (calcio)
La Copa de la Reina 2014 è stata la 32ª edizione della Coppa di Spagna riservata alle squadre di calcio femminile. La finale si è svolta a Ceuta, presso l'Estadio Alfonso Murube, tra il Barcellona e l'Athletic Bilbao, con le prime che conquistano la loro quarta Coppa ai tiri di rigore dopo che ai tempi supplementari l'incontro si era concluso sull'1-1.

## Sistema di competizione
Il torneo, tornato alla soluzione ad otto squadre dalla precedente edizione, hanno visto affrontarsi le migliori otto classificate nel campionato di Primera División Femenina de España 2013-2014 in un sistema a gironi a partire dai Quarti di finale con incontri di andata e ritorno comprese le Semifinali.

## Quarti di finale
Le gare di andata si sono svolte tra il 17 e il 18 maggio 2014 mentre quelle di ritorno il 25 maggio.
| Squadra 1       | Totale        | Squadra 2      | Andata | Ritorno |
| --------------- | ------------- | -------------- | ------ | ------- |
| Real Sociedad   | 0-1           | Barcellona     | 0-1    | 0-0     |
| Atlético Madrid | 0-0 (2-3 dtr) | Rayo Vallecano | 0-0    | 0-0     |
| Athletic Bilbao | 5-2           | Valencia       | 1-1    | 4-1     |
| Huelva          | 1-2           | Levante        | 1-0    | 0-2     |

### Risultati

#### Andata
| Arbitro: | Ortiz Extremo |

|  |           |              |
|  | Marcatori | 67’ Putellas |

| Majadahonda 18 maggio 2014, ore 12:30 CEST | Atlético Madrid   | 0 – 0 referto | Rayo Vallecano | Stadio Cerro del Espino (450 spett.)\| Arbitro: \| García Mascaraque \| |
| Arbitro:                                   | García Mascaraque |               |                |                                                                         |

| Arbitro: | Salguero Castillero |

|           |           |            |
| Murua 18’ | Marcatori | 53’ Lozano |

| Arbitro: | García Lozano |

|                  |           |  |
| Virgy García 66’ | Marcatori |  |

#### Ritorno
| Barcellona 25 maggio 2014, ore 16:00 CEST | Barcellona  | 0 – 0 referto | Real Sociedad | Ciutat Esportiva Joan Gamper\| Arbitro: \| Oliva Bueno \| |
| Arbitro:                                  | Oliva Bueno |               |               |                                                           |

| Arbitro: | Beatriz Gil |

|                                 |                      |                                    |
| Saray Catalá P. Borja Mendi Ale | Tiri di rigore 3 – 2 | Kuki Pisco Calderón Sampedro Carro |

| Arbitro: | Navarro Collado |

|         |           |                                       |
| Gio 33’ | Marcatori | Eunate 13’ Flaviano 31’ Díez 72’, 88’ |

| Arbitro: | Abad Esteban |

|                      |           |  |
| Peque 85’ Anabel 90’ | Marcatori |  |

## Semifinali
Le gare di andata si sono svolte l'8 giugno 2014, quelle di ritorno il 15 giugno.
| Squadra 1       | Totale | Squadra 2      | Andata | Ritorno |
| --------------- | ------ | -------------- | ------ | ------- |
| Barcellona      | 3-1    | Rayo Vallecano | 2-1    | 1-0     |
| Athletic Bilbao | 2-0    | Levante        | 0-0    | 2-0     |

### Risultati

#### Andata
| Arbitro: | Ferrero Mansilla |

|                          |           |             |
| Diéguez 36’ Putellas 40’ | Marcatori | 71’ Mascaró |

| Leioa 8 giugno 2014, ore 12:00 CEST | Athletic Bilbao    | 0 – 0 | Levante | Campo de Sarriena\| Arbitro: \| Arriola Echeverría \| |
| Arbitro:                            | Arriola Echeverría |       |         |                                                       |

#### Ritorno
| Madrid 15 giugno 2014, ore 12:00 CEST           | Rayo Vallecano | 0 – 1         | Barcellona | Ciutat Esportiva Rayo Vallecano |
| \| \| \| \| \| \| Marcatori \| 76’ Corredera \| |                |               |            |                                 |
|                                                 |                |               |            |                                 |
|                                                 | Marcatori      | 76’ Corredera |            |                                 |

| Arbitro: | Gil Goscolia |

|  |           |                      |
|  | Marcatori | 42’ Díez 60’ Vázquez |

## Finale
| Arbitro: | Marta Frías Acedo |

|                                       |                      |                                        |
| Díez 94’                              | Marcatori            | 98’ Putellas                           |
| Gimbert Paredes Vázquez Ibarra Orueta | Tiri di rigore 4 – 5 | Unzué Corredera Gómez Hermoso Putellas |